# Hans Bastian von Zehmen
Hans Bastian von Zehmen (ur. 24 marca 1629, zm. 8 kwietnia 1702 w Markersdorf) – królewsko-polski i elektorsko-saski tajny radca, z wykształcenia prawnik.
Nauki pobierał w gimnazjum w Gerze i od 1645 roku na Akademii w Jenie. W 1647 przerwał studia z powodu wojny trzydziestoletniej. W 1651 wznowił studia. W 1657 został tajnym radcą księcia Saksonii-Zeitz Maurycego. Ok. 1686 został tajnym radcą w Elektoracie Saksonii.
Jego synem był Hans George von Zehmen, także królewsko-polski i elektorsko-saski tajny radca.